# Юрдур (Октябрське сільське поселення)
Юрду́р (рос. Юрдур, марій. Ердӱр) — присілок у складі Моркинського району Марій Ел, Росія. Входить до складу Октябрського сільського поселення.

## Населення
Населення — 140 осіб (2010; 143 у 2002).
Національний склад (станом на 2002 рік):
- лучні марійці — 100 %